# Margrét Tryggvadóttir
Margrét Tryggvadóttir (* 20. Mai 1972 in Kópavogur) ist eine isländische Schriftstellerin und Politikerin der sozialdemokratischen Allianz. Früher gehörte sie der Bürgerbewegung und den daraus hervorgegangenen Parteien „Die Bewegung“ und Dögun an; 2009–2010 war sie Vorsitzende der „Bewegung“.

## Leben
Margrét Tryggvadóttir hat einen Bachelor in Allgemeiner Literaturwissenschaft von der Universität Island. Sie betrieb unter anderem Galerien, war von 1996 bis 1999 als Literaturkritikerin für die Zeitung DV tätig und Redakteurin bei den Verlagen Mál og menning und Edda. Sie hat Kinderbücher geschrieben und mehrere Bücher übersetzt. Zu ihren Übersetzungen gehört die isländische Ausgabe Kóralína von Neil Gaimans Novelle Coraline.
Von 2009 bis 2013 war Margrét Tryggvadóttir Abgeordnete des isländischen Parlaments Althing für den Südlichen Wahlkreis, zunächst als Vertreterin der Bürgerbewegung (Borgarahreyfingin), dann der daraus hervorgegangenen Partei Hreyfingin („Die Bewegung“), deren Vorsitzende sie von 2009 bis 2010 war. 2013 war sie Mitgründerin der Partei Dögun, die bei der Parlamentswahl in Island 2013 jedoch nicht ins Althing einziehen konnte. Ihre Erfahrungen in der Politik schilderte sie 2014 im Buch Útistöður.
Zur Parlamentswahl in Island 2016 kündigte sie an, auf der Liste der Allianz im Südwestlichen Wahlkreis anzutreten. Da sie aufgrund ihres Alters (einer der drei Spitzenkandidaten musste nach den Regeln ihrer Partei unter 35 Jahre alt sein) einen der unteren Listenplätze eingenommen hätte, verzichtete sie aber letztlich auf die Kandidatur. Die Partei konnte in diesem Wahlkreis 2016 keine Sitze erringen. Zur vorgezogenen Wahl 2017 trat sie auf dem 2. Listenplatz der Allianz im selben Wahlkreis an. Gewählt wurde von den Kandidaten der Allianz in diesem Wahlkreis nur Guðmundur Andri Thorsson, der auf dem 1. Listenplatz stand. Im November 2018 und im Oktober 2019 war sie für Guðmundur Andri Abgeordneten-Stellvertreterin (Varaþingmaður) der Allianz.

## Auszeichnungen
2006 gewann Margrét Tryggvadóttir zusammen mit dem Illustrator Halldór Baldursson den Isländischen Kinderliteraturpreis (Íslensku barnabókaverðlaunin) für das Buch Sagan af undurfögru prinsessunni og hugrakka prinsinum hennar. Für ihr Jugendbuch Sterk über eine trans Jugendliche, die in einem Vermisstenfall ermittelt, erhielt sie 2021 den Guðrún-Helgadóttir-Kinderliteraturpreis (Barnabókaverðlaun Guðrúnar Helgadóttur).

## Werke (Auswahl)
- Mit Halldór Baldursson (Illustrationen): Sagan af undurfögru prinsessunni og hugrakka prinsinum hennar. Vaka-Helgafell, Reykjavík 2006, ISBN 978-9979-2-1977-4.
- Mit Halldór Baldursson (Illustrationen): Drekinn sem varð bálreiður. Vaka-Helgafell, Reykjavík 2007, ISBN 978-9979-2-2071-8.
- Útistöður. Hansen og synir, Kópavogur 2014, ISBN 978-9979-72-649-4.
- Mit Linda Ólafsdóttir (Illustrationen): Íslandsbók barnanna. Iðunn, Reykjavík 2016, ISBN 978-9979-1-0534-3.
  - Englische Übersetzung von María Helga Guðmundsdóttir: Here is Iceland! Iðunn, Reykjavík 2017, ISBN 978-9979-1-0551-0.
- Kjarval. Málarinn sem fór sínar eigin leiðir. Iðunn, Reykjavík 2019, ISBN 978-9979-1-0556-5.
- Mit Linda Ólafsdóttir (Illustrationen): Reykjavík barnanna. Iðunn, Reykjavík 2021, ISBN 978-9979-1-0569-5.
- Sterk. Mál og menning, Reykjavík 2021, ISBN 978-9979-2-2638-3.
- Íslensk myndlist og fólkið sem ruddi brautina. Iðunn, Reykjavík 2023, ISBN 978-9979-1-0584-8.